# VI Batalion Saperów
VI batalion saperów (VI bsap) – pododdział saperów  Wojska Polskiego w II Rzeczypospolitej.

## Historia batalionu
31 października 1918kapitan Wilhelm Bauer przekazał dowództwo kompanii zapasowej c. i k. batalionu saperów nr I porucznikowi Józefowi Szkolnikowskiemu, jako najstarszemu oficerowi – Polakowi. Adiutantem został porucznik Edmund Zieleniewski. Objęcie kompanii przez polskie wojsko trwało do godziny 16.00 i odbyło się bez żadnego oporu ze strony austriackiej i w największym porządku. Żołnierze innych narodowości, znajdujący się w batalionie, zaczęli go opuszczać.
Kompania była zakwaterowana w forcie cytadelowym 2 „Kościuszko” położonym wokół Kopca Kościuszki w Krakowie. Na krótko przed rozpadem Austro-Węgier kompania została zreorganizowana i uzupełniona kompaniami zapasowymi saperów nr 12, 46 i 49.
5 listopada 1918 kapitan Franciszek Wolf objął dowództwo batalionu uzupełniającego saperów. Adiutantem batalionu został porucznik Zdzisław Groele. Stan ludzi, początkowo bardzo niski, podniósł się do liczby 200 poprzez napływ powracających z wojny saperów. Wkrótce dowództwo batalionu objął major Kornicki. Stan podniósł się do liczby około 600 ludzi. Utworzono trzy kompanie w sile po 150 ludzi każda, oraz kompanię sztabową. 18 marca 1919 roku batalion, już jako „V batalion saperów” w składzie 3 kompanii i dowództwa odszedł na Front Ukraiński, do obrony Lwowa.
Czwarta kompania pozostała w Krakowie, jako "kadra batalionu".  
Do połowy września 1919 pełniła służbę wartowniczą w garnizonie. Następnie od września do drugiej połowy lutego 1920 roku prowadziła roboty leśne w Tatrach. Budowała baraki w Zaskalu, Jaszczurówce i Zakopanem. Po ukończeniu prac w Tatrach, zaopatrzeniu się i wyekwipowaniu w Krakowie, odeszła w połowie marca 1920 na Front Wołyński, do grupy pułkownika Józefa Rybaka.
15 lutego 1920 V batalion saperów został przemianowany na VI batalion saperów. W skład nowo utworzonego batalionu weszły: dawna 2/V batalionu saperów pod dowództwem porucznika Oswalda Ungera, jako 1 kompania oraz dawna 3/V batalionu saperów pod dowództwem porucznika Jana Gicali jako 2 kompania. Dowódcą batalionu został mianowany kapitan Gustaw Stankiewicz. 3 kompania VI batalionu saperów została utworzona 1 lutego 1920 przy batalionie zapasowym saperów nr V w Krakowie i zakwaterowana w koszarach barakowych w Przegorzałach pod Krakowem. Dowódcą kompanii był porucznik Steckiewicz. Z batalionem 3 kompania połączyła się dopiero w grudniu 1920 i pozostaje z nim już do końca swego istnienia.

## Kolumna saperska nr VI
We wrześniu 1920, zgodnie z organizacją saperów, w składzie VI batalionu saperów została sformowana etatowa kolumna saperska nr VI pod dowództwem kapitana Eugeniusza Wrotniaka. Kolumna liczyła 2 oficerów, 100 szeregowych oraz 102 konie i 45 wozów. Dzięki pomocy Dowództwa 6 Dywizji Piechoty kolumna została wyposażona w potrzebny materiał i narzędzia ze składu saperskiego 6 Armii i ze zdobyczy wojennej. W czasie swego krótkiego istnienia kolumna oddała nieocenione usługi macierzystemu batalionowi, ułatwiając mu na każdym kroku pracę. Z chwilą odjazdu batalionu do Grupy Fortyfikacyjnej Nr 3, kolumna saperska została 12 stycznia 1921 roku odesłana do kompanii zapasowej saperów Nr V w Krakowie celem rozformowania.
Dowódca batalionu, major Ignacy Landau, przed jej odejściem zamieścił w rozkazie Nr 1 z dnia 11 stycznia 1921 roku następujące pożegnanie: „Kolumna saperska nr VI opuszcza z dniem jutrzejszym skład baonu i odchodzi do kompanii zapasowej saperów nr V w Krakowie. Przy tej sposobności dziękuję dowódcy jej, kapitanowi Wrotniakowi, wszystkim podoficerom i żołnierzom za ich niestrudzoną pracę. Dziękuję im w imieniu służby za ich trudy i prace, życzę im wszystkim szczęścia i powodzenia na dalszej drodze”.
Kolumna saperska nr VI wkrótce po przybyciu do Krakowa i rozlokowaniu się w barakach w Przegorzałach została zlikwidowana.

## Ważniejsze wykonane roboty techniczne
1/VI kompania saperów
- 25 IX 1919 – fortyfikacja Sądowej Wiszni w grupie generała Aleksandrowicza.
- Kwiecień 1919  – roboty fortyfikacyjne i minierskie w grupie generała Konarzewskiego w Wołczuhach.
- Maj 1919  – budowa mostu na Bystrzycy w Oziminie.
- Czerwiec 1919  – Niszczenie mostu na Złotej Lipie i w Zawałowie.
- Lipiec 1919  – Fortyfikacja Pogranicza czeskiego na Śląsku Cieszyńskim.
- Październik 1919  – Fortyfikiacja Wilna i okolic.
- Marzec 1920 – Budowa mostu na Świerczy długości 117 metrów, wysokości 9 metrów.
- Maj 1920  – Budowa mostu na Berezynie 834 metry. Budowa dwóch mostów w Wiskowie.
- Lipiec 1920  – Naprawa mostu traktowego na Słuczy.
- 26.VII.1920  – Budowa mostu i roboty fortyfikacyjne w Łucku.
- 3.VIII.1920  – Budowa mostu na Lipie.
- Sierpień 1920  – Budowa mostu na Pełtwi pod Bogdanówką.

2/VI kompania saperów
- Maj 1919 – Podniesienie mostu na Szczarze pod Domanową (kolej z Brześcia do Baranowicz).
- Maj 1919 – Naprawa drogi między Nalajowicami a Jasienką dla ciężkiej artylerii.
- Maj 1919  – Budowa mostu etapowego na Tyśmienicy w Drohobyczu długości 46 metrów, wys. 7 m.
- Czerwiec 1920  – Budowa mostu na Strypie koło Stryja :długości 250 m.. wysokości 8 ni. oraz budowla linii obronnej na wschód od Stryja. Fortyfikacja prawego brzegu Zbrucza. Budowa mostu na Zbruczu, dla artylerii lekkiej długości 80 metr., wysokości 4 metr., .szer. 4 metry.
- 4 sierpnia 1919 – Fortyfikacja przedmościa Husiatyn – Safanów
- Listopad 1919 – Fortyfikacja linii obronnej Wilejki i budowa kolejki podjazdowej.
- Kwiecień 1920 – Budowa punktu oporu w Nahowie.
- Maj 1920  – Budowa przedmościa Rzeczyca na Dnieprze.
- Czerwiec 1920 – Minowanie i wysadzenie mostu pod Rzeczycą.

## Żołnierze batalionu
Dowódcy batalionu:
- por. Józef Szkolnikowski
- kpt. Franciszek Wolf (od 5 XI 1918)
- mjr Władysław Kornicki
- kpt. Gustaw Leonard Herman Stankiewicz (1920 – 1923)
- mjr Ignacy Landau[5] (do 31 VIII 1923 → zastępca dowódcy 4 psap)
- kpt. Stanisław Perko (1923 – 1925)
- mjr Tadeusz Bisztyga (od 31 XII 1925[6])
- mjr Mieczysław Stępiński (do 5 XI 1928 → referent 5 Okręgowego Szefostwa Saperów)
- mjr Jan Wańkowicz (5 XI 1928 – 23 XII 1929 → zastępca dowódcy 5 bsap)

Zastępcy dowódcy batalionu
- kpt. Jan Władyka – 1935

Adiutanci batalionu:
- por. Edmund Zieleniewski
- por. Zdzisław Józef Groele (od 5 XI 1918)

Oficerowie:
- kpt. Otton Patzak[a]
- por. Ziętkiewicz
- por. Siwiec
- por. Bronisław Teodor Emil Czyżek
- ppor. Zygmunt Goldstein
- ppor. Alojzy Pniok
- ppor. Edward Szajer
- ppor. Fortuna
- ppor. Edward Cliodzicki
- por. Dmytruk
- ppor. Zagorski
- ppor. Janczak
- nadrusznikarz Franciszek Kosturek
- sierż. Mikołaj Eberhardt
- sierż. Michał Danziger

1 kompania
- dowódca kompanii - por. Karol Czarnecki
- ppor. Wanicki
- ppor. Eberson

2 kompania
- dowódca kompanii - por. Oswald Unger
- ppor. Ćwiertnia
- ppor. Somnicki

3 Kompania
- dowódca kompanii - por. Jan Gicala
- ppor. Pawłowski
- ppor. Kozłowski

Stan personalny oficerów 6 batalionu saperów w dniu 08.05.1925r.
- kpt. Perko Stanisław  - dowódca 6 baonu sap.
- kpt. Różecki Stanisław Antoni - adiutant
- kpt. Jania Kazimierz - dowódca 1 kompanii saperów
- por. Pasek Mieczysław - oficer 1 kompanii saperów
- por. Stych Franciszek -  oficer 1 kompanii saperów
- por. Chlebowski Tadeusz Leon - oficer 1 kompanii saperów
- por. Mondzelewski Jan - dowódca 2 kompanii saperów
- por. Koźmiński Stanisław - oficer 2 kompanii saperów
- por. Szatrowski Ludwik - oficer 2 kompanii saperów
- chor. Pietruszczak Józef - oficer 2 kompanii saperów
- por. Hupa Jan - dowódca 3 kompanii saperów
- por. Ziętkiewicz Stanisław - oficer 3 kompanii saperów[7]